# Meromyza rohdendorfi
Meromyza rohdendorfi är en tvåvingeart som beskrevs av Lidia Ivanovna Fedoseeva 1974. Meromyza rohdendorfi ingår i släktet Meromyza och familjen fritflugor. Arten är reproducerande i Sverige. Inga underarter finns listade i Catalogue of Life.